# Erick Cabalceta
Erick Anthony Cabalceta Giacchero (ur. 9 stycznia 1993 w San José) – salwadorski piłkarz pochodzenia kostarykańskiego i włoskiego występujący na pozycji środkowego lub prawego obrońcy, reprezentant Salwadoru, od 2023 roku zawodnik kostarykańskiego San Carlos.
Posiada obywatelstwo salwadorskie za sprawą pochodzącej z tego kraju babci.